# نادي أبو ظبي الرياضي
نادي أبو ظبي الرياضي للسيدات هو نادي كرة قدم نسائي في الإمارات العربية المتحدة. تأسَّسَ النادي في عام 2005 كأول فريق نسوي لكرة القدم في البلاد، وكان الغرضُ من تأسيسه تعزيز رياضة كرة القدم للسيدات في الإمارات واستقطاب أفضل اللاعبات في البلاد.

## البداية
سرعان ما بدأ نادي أبو ظبي الرياضي للسيدات والذي يُعرف باسمِ أبو ظبي الرياضي خوض مباريات محلية ودولية على الرغم من عدم وجود دوري محلي لكرة القدم النسائية في ذلك الوقت. بعد مرور سبع سنواتٍ على تأسيس الفريق النسائي، افتُتحَ أول دوري لكرة القدم النسائية في الإمارات وذلك في العام 2012، بعد الاعترافِ بوجود لاعبات نسائيات يُمارسنَ اللعبة، وذلك بعدما كانت قد شُكّلت لجنة متخصصة في كرة القدم النسائية بالاتحاد الإماراتي في عام 2009 لدعم تطور الرياضة.

## الدوري الإماراتي
حقَّقَ فرق أبو ظبي للسيدات العديد من البطولات المحلية، كما استمرَّ في التفوق والتألق في الدوري على مر السنوات في ظلِّ غيابِ المنافسة من الفرق الأخرى حديثة العهد والتأسيس. ضمَّ أبو ظبي الرياضي في فترةٍ من الفترات ما مجموعه 28 لاعبة محلية وأجنبية، فضلًا عن الفرق السنيّة.
- بطل الدوري الاماراتي 2015 : وقد ضمت قائمة الفريق الذهبي ندى الهاشمي رئيسة فريق سيدات نادي أبوظبي الرياضي وديما الابراهيم مديرة الفريق ورضا حسن إدارية الفريق ومدرب الفريق مصطفى الدرس واحمد زاهر مدرب حراس المرمى وفإما الفوقي مساعدة المدرب بجانب شيرلي باكوكو مسؤولة المهمات والمعالج الفيزيائي جمال حيدر واللاعبات نورة المزروعي حارسة المرمى جليلة النعيمي، سارة حسنين، حكيمة بوستة، أسماء واضح، صابرين ماماي، إيمان طرودي، وفاء نشعي، حارسة المرمى نجاة فدول وهدافة الفريق والبطولة دليلة زروقي، فاطمة وجدي، أسماء عبد الله، عفراء محمد، سلامة عبد الله، حصة المسماري، منال عبد الله، امل وائل ونهال عبد العزيز.[6]
- بطل الدوري الاماراتي 2016 : وقد ضمت قائمة الفريق الذهبي نورة المزروعي وبدرية ونجاة فدول في حراسة المرمى، جليلة النعيمي، سارة حسنين، نهال عبد العزيز، أسماء واضح، أسماء عبدالله، إيمان طرودي، أمل وائل، دليلة زروقي ، نعيمة زين، منال عبدالله، حصة المسماري، حكيمة بوستة، صابرين ماماي، ميثة، شمة، وفاء نشعى، مزنة، فاطمة وجدي، وسميرة أحمد، والمدرب مصطفى الدرس، والمساعدة فاما الفوقي، وأحمد زاهر مدرب الحراس، ندى الهاشمي، وديما الإبراهيم مديرة الفريق، وطبيبة الفريق أمنية السيد، وشيرلي مسؤولة المهمات.[6]
- بطل الدوري الاماراتي 2023 : وقد ضمت قائمة الفريق الذهبي عائشة عبد الرحمن، شهد خالد، بريسيلا لارتي، أندريا ماريا، ايمان الطرودي، بياتريس يا كراه، جين كروز، دليلة زروقي، رشيدة إبراهيم، روان الحمادي، روضة المهيري، سيلينا انيما، طرفه الغافري، عوشه السويدي، غنيمة راشد، فاطمة الحوسني، كارين سانتوس، مزنه المطروشي، ناديا هلوخما، اجيمانج اسيريفي، العنود خالد، نعيمة إبراهيم، ويوجينيا كور، أميرة اللولو، فادية طيفور وفاطمة غلام.[7]

## البطولات
- الدوري الإماراتي للسيدات :
  - البطل (4): 2015، 2016، 2023، 2024
- كأس السوبر المغربي الإماراتي :
  - الوصيف (1): 2016